# Jürgen Drews
Pour les articles homonymes, voir Drews.

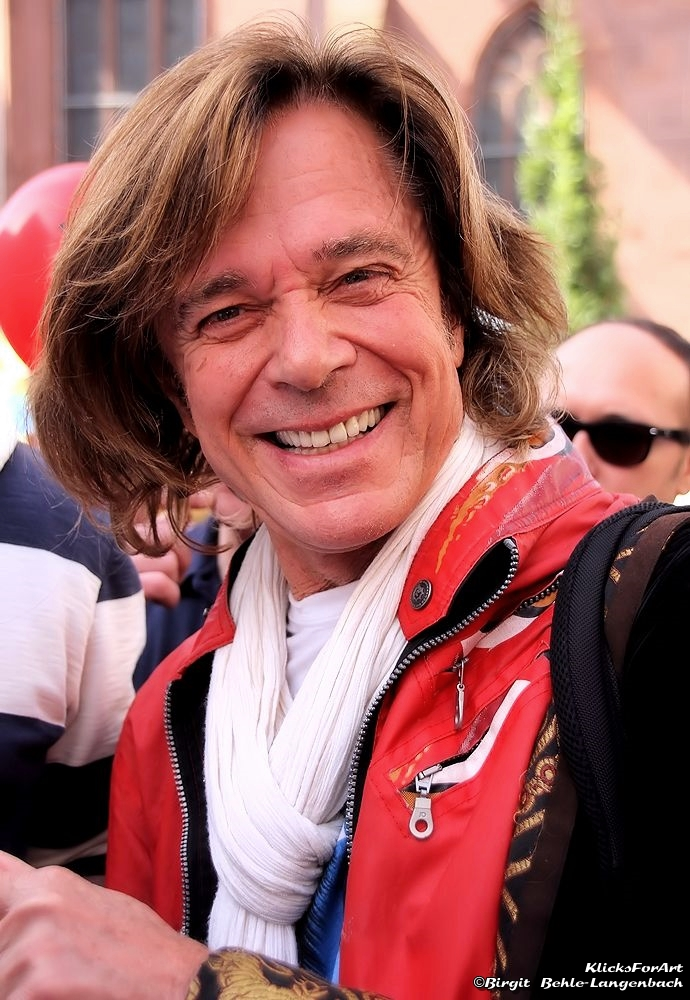
Jürgen Drews, alias le roi de Majorque

Jürgen Ludwig Drews (né le 2 avril 1945 à Nauen) est un chanteur allemand de Schlager. Il rencontre le succès dans les années 1970, en tant que chanteur du groupe Les Humphries Singers, puis comme chanteur solo avec en particulier le tube Ein Bett im Kornfeld (Un lit dans un champ de céréales). Connu pour avoir passé un temps conséquent sur l'île de Majorque, Jürgen Drews est surnommé König von Mallorca (roi de Majorque), surnom qu'il officialise en 2000 en chantant le tube König von Mallorca.   

## Vie privée
Fils du médecin de guerre Werner Drews et de son épouse Lieselotte, Jürgen Drews est né en 1945 dans la ville de Nauen dans le Land du Brandebourg. Il passe sa jeunesse à Schleswig dans le Nord de l'Allemagne. C'est là qu'il a l'occasion de faire ses premiers pas de musicien, sur la scène de l'hôtel Hohenzollern. Après avoir obtenu son Abitur à la Domschule Schleswig, il s'inscrit à partir de l'automne 1967 comme étudiant en médecine à Kiel. Il y restera quatre semestres avant d'interrompre ses études pour se consacrer à la musique.
C'est à Berlin que Jürgen Drews fait la connaissance du mannequin Dagmar Hädrich, avec laquelle il entretient une liaison pendant neuf ans. De 1981 à 1985, il est marié à Corinna Drews. De cette union naîtra un garçon en 1981. Le mariage se terminera en 1985. 
En 1991, Jürgen Drews fait la connaissance de Ramona Middendorf, une Allemande de Rhénanie-du-Nord-Westphalie, 28 ans plus jeune que lui. Le couple se marie en 1994 et donne naissance, un an plus tard, à une fille prénommée Joelina Drews. La famille réside dans la région de Munster, à Dülmen-Rorup.

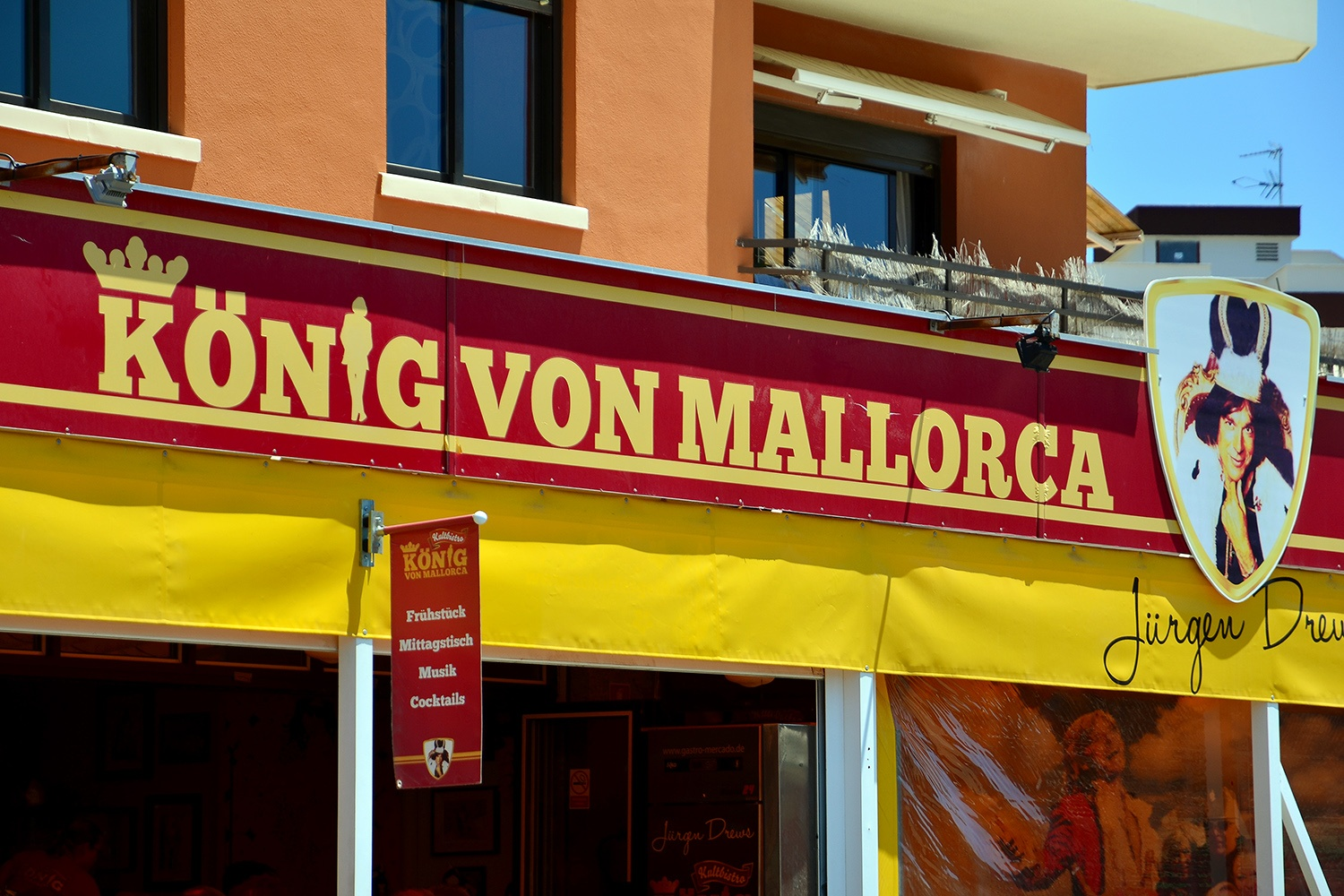
Le bistrot de Jürgen Drews à Majorque

Aussi bien d'un point de vue professionnel que personnel, Jürgen Drews a passé un temps conséquent sur l'île de Majorque. C'est en 1999 qu'il a été surnommé König von Mallorca (roi de Majorque) par Thomas Gottschalk lors de l'émission Wetten, dass...? spécialement organisée à Majorque. En 2011, Jürgen Drews a ouvert un bistrot portant le nom de König von Mallorca à Santa Ponça, au sud-ouest de Majorque.  

## Carrière artistique
Jürgen Drews s'oriente très tôt vers la musique et il obtient, dès l'âge de 15 ans, le prix du meilleur joueur de banjo du Schleswig-Holstein en tant que membre du groupe de jazz Schnirpels. Par la suite, il joue dans le groupe des Monkeys puis en tant que guitariste solo du groupe Chimes of Freedom à Kiel en 1967. Sur les conseils de leur manageur, les musiciens changent finalement le nom du groupe en Die Anderen (Les Autres). La même année, Jürgen Drews apparaît dans le rôle d'un étudiant dans le premier film de la série Die Lümmel von der ersten Bank (Le muffle du premier banc). Le groupe produit deux disques - le premier s'intitule Kannibal Komix - et plusieurs singles, avec le producteur Giorgio Moroder, travaillant à l'époque pour la maison de disque Ariola. Pour les sorties aux États-Unis, le groupe prend le nom Apocalyse, mais la maison de disque américaine ayant fait faillite, le groupe est dissout à la fin de l'année 1969.

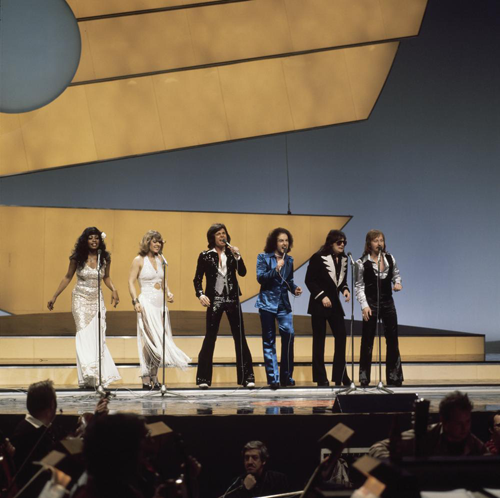
Les Humphries Singers au concours de l'Eurovision, 1976

Après un bref intermède en tant qu'acteur, Jürgen Drews intègre en tant que chanteur le groupe Les Humphries Singers au début des années 1970. Dès 1973, il commence en parallèle une carrière solo. C'est en 1976 qu'il remporte un franc succès avec le tube Ein Bett im Kornfeld (Un lit dans un champ de maïs) qui est une reprise de la chanson country Let your love flow du groupe américain les Bellamy Brothers. La chanson est vendue à près de 250.000 exemplaires : c'est l'un des Schlager les plus vendus en Allemagne depuis 1975. Jürgen Drews s'illustre notamment en interprétant la chanson à la ZDF-Hitparade, qui est l'émission phare de l'époque pour les chanteurs de Schlager. Dans les trois années qui suivent, il devient un invité régulier de l'émission en y interprétant quatre titres différents. En 1977, il s'essaie à la musique de film, avec notamment Spielen wir Liebe (Jouons l'amour). En 1978, il sort la chanson Wir zieh’n heut’ Abend aufs Dach (ce soir on déménage sur le toit) - une reprise de Call On Me de Sunrise (1977) - qui se hisse à la 21ème place du hitparade allemand. 
En 1980, Jürgen Drews tente de percer aux États-Unis et sort un disque sous le pseudonyme de J.D. Drews. Le premier single de l'album, intitulé Dont want nobody, atteint la 79ème place du Billboard Hot 100 en 1981. L'album est un échec commercial, bien qu'il reçoive une bonne critique de la part du magazine américain Billboard. Alors qu'il s'était fait connaître comme chanteur de Schlager en Allemagne, Jürgen Drews change de style pour son album américain, orienté plus New Wave et Rock Progressif. A la fin des années 1980, le chanteur devient animateur de l'émission Schlagerparade sur la 3ème chaîne allemande. 
C'est au début des années 1990 que Jürgen Drews fait son retour sur la scène musicale allemande et commence également à travailler en tant que producteur. Il renoue avec le succès en 1995, en collaboration avec Stefan Raab et Bürger Lars Dietrich, en sortant une reprise du classique Ein Bett im Kornfeld sous le nom de Stephan Raab und die Bekloppten (Stephan Raab et les cinglés). Jürgen Drews cartonne de nouveau en 2000 avec le tube König von Mallorca - dans lequel il se déclare officiellement être le roi de Majorque. Deux ans plus tard, la reprise de Hey! Amigo Charly Brown se classe N°1 des Party-Charts allemands et dans le Top 50 des ventes.
En 2007, Jürgen Drews s'est associé avec les anciens membres des Humphries Singers (Peggy Evers-Hartig, Tina Kemp et Judy Archer) pour former Les Humpries Singers Reunion. Le groupe rejoue d'anciens tubes, mais également de nouvelles chansons, à l'instar de reprises Gospel ou encore de créations du producteur et membre du groupe Willi Meyer. En décembre 2018, Jürgen Drews a participé au projet caritatif Schlagerstars für Kinder et a repris avec son groupe la chanson Auf Einmal.

## Hommages
Mickie Krause, également chanteur allemand de Schlager, travaille en collaboration avec Jürgen Drews depuis plusieurs années maintenant. Les deux chanteurs ont fait quelques chansons ensemble et se retrouvent régulièrement à Majorque. Ils ont enregistré un duo, sorti sur l'album Mickie Krause Duette en 2016, intitulié Ich hab den Jürgen Drews gesehn (j'ai vu Jürgen Drews). La chanson est l'occasion pour les deux chanteurs de se moquer l'un de l'autre, mais également de se congratuler. Mickie Krause chante : „Ich sah ihn auf der Bühne steh’n, er wollte nicht mehr runter geh’n“ (je l'ai vu sur la scène, il ne voulait pas en redescendre) et Jürgen Drews rétorque : „Ich weiß vor über 20 Jahr’n, als ich ihn vor der Bühne sah, den Jungen mit den krausen Haar’n, ja da versang ich mich beinah“ (je sais, il y a vingt ans, lorsque je l'ai vu devant la scène, le jeune avec les cheveux frisés, oui, j'ai presque chanté faux). Le roi de Majorque a trouvé son successeur.

## Filmographie
- 1968 : Zur Hölle mit den Paukern (de) (Die Lümmel von der ersten Bank 1. Teil – Zur Hölle mit den Paukern) de Werner Jacobs
- 1971 : Je suis vivant ! (La corta notte delle bambole di vetro) d'Aldo Lado
- 1971 : Seuls les oiseaux volent en liberté (Siamo tutti in libertà provvisoria) de Manlio Scarpelli
- 1972 : Sex Love Story (Wilder Sex junger Mädchen) de Jürgen Schindler et Antonio Casale[3]
- 1972 : Société anonyme anti-crime (La polizia ringrazia) de Steno
- 1972 : Dany la ravageuse de Willy Rozier
- 1972 : Quando le donne si chiamavano madonne d'Aldo Grimaldi
- 1972 : La Nuit des fleurs (La notte dei fiori) de Gian Vittorio Baldi
- 1972 : L'Appel de Tilda Thamar
- 1977 : Jeux interdits de l'adolescence (Maladolescenza) de Pier Giuseppe Murgia
- 1981 : Ein Kaktus ist kein Lutschbonbon (de) de Rolf Olsen
- 1997 : Ballermann 6 (de) de Gernot Roll et Tom Gerhardt (de)